# Myotis daubentonii
Il vespertilio di Daubenton o vespertilio d'acqua (Myotis daubentonii  Kuhl, 1817) è un pipistrello della famiglia dei Vespertilionidi diffuso nell'Ecozona paleartica.

## Descrizione

### Dimensioni
Pipistrello di piccole dimensioni, con la lunghezza della testa e del corpo tra 43 e 55 mm, la lunghezza dell'avambraccio tra 35 e 41 mm, la lunghezza della coda tra 31 e 44 mm, la lunghezza delle orecchie tra 10 e 14 mm, un'apertura alare fino a 27,5 cm e un peso fino a 15 g.

### Aspetto
La pelliccia è corta, lanuginosa e folta. Le parti dorsali sono bruno-rossastre, mentre le parti ventrali sono grigio-argentate, con la linea di demarcazione netta. Il muso è bruno-rosato, con una zona priva di peli intorno agli occhi. Le orecchie sono grigio-brunastre, corte, strette, con l'estremità arrotondata ed un incavo superficiale a circa metà del bordo posteriore. Il trago è largo, lanceolato e lungo meno della metà del padiglione auricolare. Le membrane alari sono grigio-brunastre e attaccate posteriormente sotto le caviglie. I piedi sono grandi, le dita sono fornite di grossi artigli uncinati. Il calcar è lungo circa un terzo del bordo libero dell'uropatagio ed è privo di carenatura. I canini inferiori sono poco sviluppati. Il terzo premolare superiore è piccolo e situato lungo la linea alveolare. Il cariotipo è 2n=44 FNa=52.

### Ecolocazione
Emette ultrasuoni ad alto ciclo di lavoro sotto forma di impulsi di breve durata a frequenza modulata iniziale di 85–90 kHz e finale di 28 kHz.

## Biologia

### Comportamento
In estate si rifugia in colonie numerose formate da individui di entrambi i sessi all'interno delle cavità degli alberi, nelle bat-boxes, negli edifici, nelle fessure dei muri e delle rocce, nei nidi di uccelli come il topino, mentre in inverno entra in ibernazione dalla fine di settembre o la metà di ottobre fino alla fine di marzo o gli inizi di aprile in ambienti sotterranei naturali o artificiali con umidità dell'80-100% e temperatura di 0-10 °C dove può formare anche colonie di 17.000 esemplari, sebbene si trovi solitamente singolarmente o in piccoli gruppi. Forma vivai di diverse centinaia di femmine, spesso insieme ad altre specie di vespertili, frequentati talvolta dai maschi che però tendono a vivere in questo periodo solitariamente o in piccoli gruppi fino a 20 individui. L'attività predatoria inizia mezz'ora dopo il tramonto, talvolta anche di giorno e si prolunga per tutta la notte, allontanandosi dai ricoveri a non oltre 2–5 km e in gruppi fino a qualche centinaio di esemplari. Il volo è regolare e se accidentalmente cade in acqua, raggiunge la riva ed involarsi nuovamente. È una specie sedentaria, con spostamenti massimi fino a 260 km, effettuati principalmente tra i siti estivi e quelli invernali.

### Alimentazione
Si nutre di insetti catturati in volo sopra specchi d'acqua e di piccoli pesciolini raccolti immediatamente sotto la loro superficie grazie ai possenti artigli dei quali sono muniti i grossi piedi. Sono state registrate anche ingestioni, presumibilmente involontarie di piccoli crostacei ostracodi e cladoceri.

### Riproduzione
Danno alla luce un piccolo alla volta dalla seconda metà di giugno fino a luglio dopo una gestazione di 50-55 giorni. I parti gemellari e trigemini sono rari. Il nascituro apre gli occhi a 8-10 giorni di vita, è completamente ricoperto di pelo dopo 21 giorni, raggiunge le dimensioni adulte dopo 31-55 giorni e viene definitivamente svezzato a due mesi. Gli accoppiamenti avvengono da agosto fino alla primavera successiva, talvolta anche durante l'ibernazione. Raggiunge la maturità sessuale a due anni di età. L'aspettativa di vita massima è di 28 anni.

## Distribuzione e habitat
Questa specie è diffusa nell'Ecozona paleartica dall'Europa occidentale fino alla Siberia centrale, nell'Oblast' di Omsk e nel Caucaso. In Italia è presente su tutto il territorio, isole comprese, ma in maniera frammentata.
Vive nei boschi e in ambienti urbani in prossimità di specchi d'acqua fino a 1.800 metri di altitudine.

## Tassonomia
Sono state riconosciute 2 sottospecie:
- M.d.daubentonii: Belgio, Paesi Bassi, Lussemburgo, Gran Bretagna, Irlanda, Austria, Germania, Danimarca, Polonia, Repubblica Ceca, Slovacchia, Ungheria, Slovenia, Croazia, Bosnia ed Erzegovina settentrionale, Montenegro, Macedonia, Serbia, Albania sud-orientale, Grecia, Bulgaria, Romania, Moldavia, Ucraina, Bielorussia, Lituania, Lettonia, Estonia, Norvegia, Svezia e Finlandia meridionali, Turchia europea e Anatolia settentrionale, Russia;
- M.d.nathalinae (Tupinier, 1977): Portogallo, Spagna, Francia, Corsica, Svizzera, Italia, Sardegna e Sicilia.

## Conservazione
La IUCN Red List, considerato il vasto areale, l'abbondanza e la mancanza di minacce rilevanti, classifica M.daubentonii come specie a rischio minimo (Least Concern)).